# 142e régiment d'infanterie (France)
Le 142e régiment d'infanterie (142e RI) est un régiment d'infanterie de l'Armée de terre française créé sous la Révolution à partir de la 142e demi-brigade de première formation.

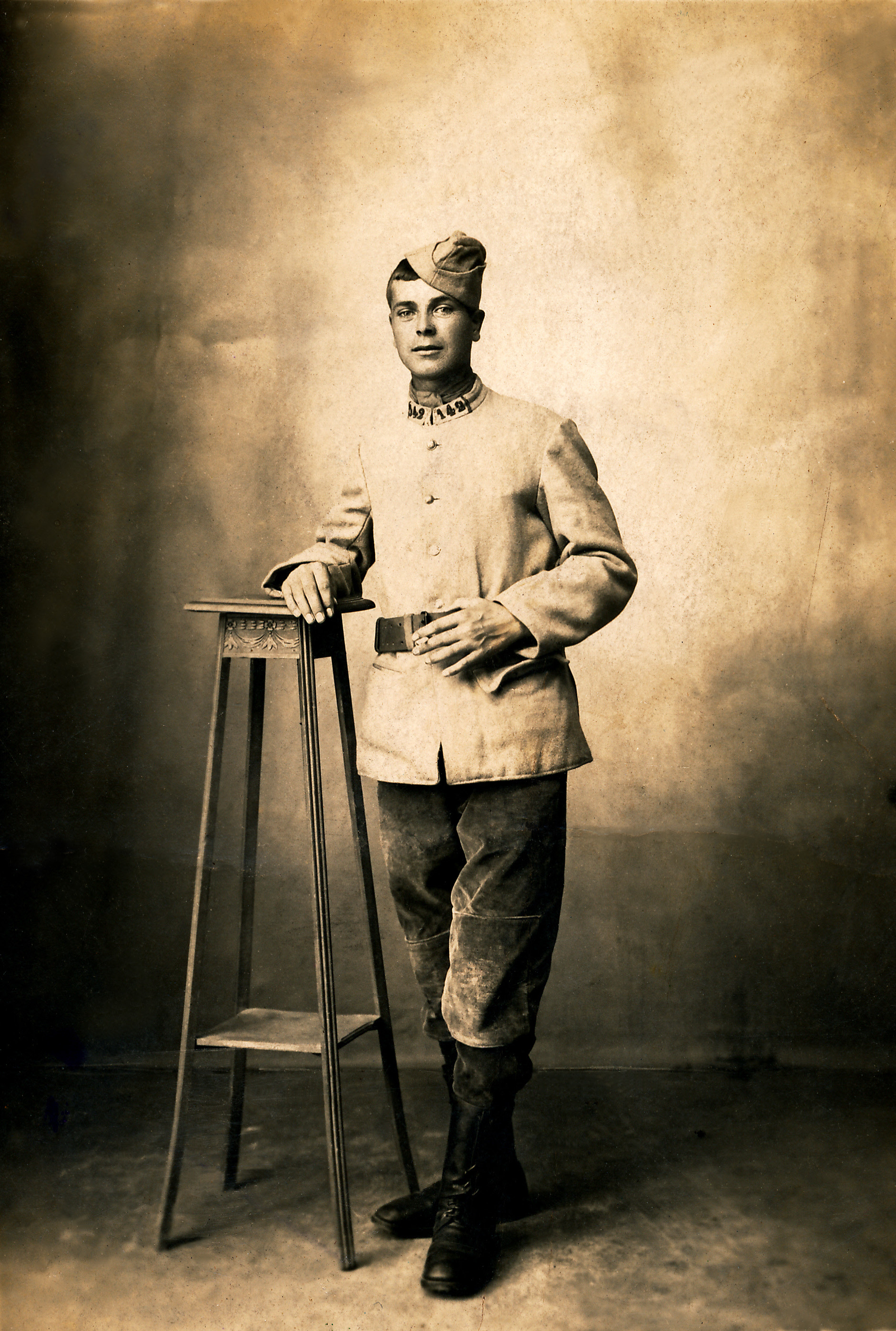
Soldat du 142e RI photographié pendant le premier conflit mondial.

## Création et différentes dénominations
- 1795: création 142e Demi-Brigade de Bataille formé à partir de :
- Le 2e Bataillon, 77e Régiment d'infanterie.
- Le 3e Bataillon, Volontaires de l'Orne.
- Le 4e Bataillon, Volontaires de la Charente-Inférieure.
- 1796: dissous et incorporé dans la 86e Demi-Brigade d'Infanterie de Ligne.
- 1813: création du 142e Régiment d'Infanterie de Ligne formé à partir de la 5e, 36e, 38e et 61e Garde Nationale cohortes.

## Colonels et chefs de brigade
- 1795 : Chef de brigade Jean-Gaspard Normand.
- 1813 :  colonel Jean-Louis Fournier.
- 1813 : Colonel Arnaud Camescasse, tué à la bataille de Leipzig[1].
- 1901 - 1906 : colonel Léandre Bezançon (nommé général en 1906)
- ? - 18 août 1914 : Colonel Pierre Justin Auguste Lamole[2] (†), et son adjoint le lieutenant-colonel Jean Rouhan[3] (†), tués le 18 août 1914 à la bataille de Bisping, en même temps que 27 autres officiers et 1 150 hommes.
- ? - 26 septembre 1914 : Colonel Félix Fouque[4] (†)
- 11/04/1915- 14/08/1916 : colonel Mathias Jules Pierre Tahon
- 1940 : Lieutenant-Colonel Ruffiandis.

## Historique des garnisons, combats et batailles du RI

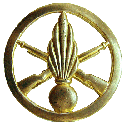
insigne de béret d'infanterie

## Historique des garnisons, combats et batailles du142eRI

### Guerres de la Révolution et de l'Empire
- 1795: Vendee.
- 1813 : Campagne d'Allemagne
  - Bataille de Lutzen,
  - Bataille de Koenigwartha,
  - Bataille de Bautzen,
  - Bataille de Dresde
  - 16-19 octobre : Bataille de Leipzig
  - Bataille de Hanau.
- 1814: Campagne de France (1814)
  - Bataille de Rosnay,
  - Bataille de la Rhotiere,
  - Bataille de Nogent,
  - Bataille de Champaubert
  - Bataille de Montmirail.
  - 14 février 1814 : Bataille de Vauchamps

### De 1873 à 1914
Le régiment est récréé en 1873

### Première Guerre mondiale
À l'entrée en guerre, l'état major et deux bataillons du 142e RI étaient en dépôt à Lodève (Hérault) et  un bataillon à Mende (Lozère).
Le régiment était rattaché à la 62e brigade d'infanterie de la 31e division d'infanterie du 16e corps d'armée commandé par le Général Taverna à Montpellier (Hérault).
À la 31e DI d'août 1914 à juin 1915, puis 124e division d'infanterie jusqu'en novembre 1916 puis à la 163e division d'infanterie.

#### 1914
En Lorraine; Housee; Maizières-les-Vis; Bisping; Angviller…Mettesheim.
- Premier jour de combat le 18 août 1914. Le régiment perd son chef le colonel Lamolle, atteint d'une balle à la tête, son adjoint le lieutenant-colonel Jean Rouhan d'une balle au ventre, 27 officiers et 1 150 hommes.

" Quelques éléments du 3e bataillon à la suite du drapeau que porte le lieutenant Viala, parviennent jusqu'à Loudrefing, d'où ils chassent l'ennemi. La 10e compagnie s'empare de la station grâce à l'héroïsme du capitaine Douzan, qui, blessé, continue à marcher à la tête de sa compagnie, en criant : "En avant !". Mais bientôt, frappé par plusieurs balles, il tombe ; ses derniers mots sont : "Vive la France !". À leur tour, ces éléments, écrasés par l'artillerie lourde allemande, sont obligés de se replier sur les hauteurs voisines du village. Le lieutenant Viala est tué et le drapeau déchiqueté par la mitraille. [...] À la nuit tombante, la retraite est générale, les Allemands exploitent leur succès en talonnant les éléments restants du 142e régiment, qui, sous le commandement de quelques officiers et sous-officiers, se retirent en combattant sur le village de Bisping. Les musiques allemandes jouent le Wacht am Rhein. 
- Vallée de la Mortagne (l'historique décrit quelques atrocités perpétrées, semble-t-il, par l'armée allemande à Gerbéviller)…
- Bataille des Flandres en Belgique…

#### 1915
- 25 septembre-6 octobre : seconde bataille de Champagne, Ville-sur-Tourbe, Mesnil les Hurlus.

#### 1916
Participe à la bataille de Verdun, Champagne…

#### 1917
Les Eparges, Champagne, Verdun, Champagne…

#### 1918
La Somme, Champagne, Ardennes. Le régiment est à Flize le jour de l'armistice. Il est l'unique régiment de l'armée Française à avoir traversé la Meuse au 11 novembre 1918,.

### Seconde Guerre mondiale
Il devait rejoindre en tant que 16edemi brigade de chasseurs a pied (16e DBCP) la 240e division légère d'infanterie (DLI) le 15 mai 1940 mais a été remplacé par la 40e demi brigade nord africaine (DBNA).
Affecté à la 8e D.I et renommé 142e RI le 1er juin 1940 sous les ordres du lieutenant-colonel Ruffiandis. Formé le 1er juin 1940 à partir du GUI 16, 11e Bataillons des 15e et 159e RI ainsi que de la 7e demi brigade de chasseurs alpins (DBCA).

## Drapeau
Il porte, cousues en lettres d'or dans ses plis, les inscriptions suivantes :
- Lützen1813
- Bautzen 1813
- Champaubert 1814
- Montmirail 1814
- Ypres 1914
- Fort De Vaux 1916
- L'Avre 1918

## Décorations
Sa cravate porte la Croix de guerre 1914-1918 avec deux citations à l'ordre de l'armée.
Il a le droit au port de la fourragère aux couleurs du ruban de la croix de guerre 1914-1918.

## Insigne
Écu vert bleu pals rouges or fleurs de lys épée écusson avec tête de loup noire.

## Fait d'armes faisant particulièrement honneur au régiment
- Lutzen 1813, Bautzen 1813, Champaubert 1814 et Montmirail 1814.

## Personnalités ayant servi au142eRI
- Augustin Trébuchon (1878-1918)
- François Baron (1888-1918), poète mort pour la France

## Sources et bibliographie
- Bibliographie fournie par le musée du château de Vincennes.
- Serge Andolenko, Recueil d'historiques de l'infanterie française, Paris, Eurimprim, 1969, 413 p. (OCLC 23418405)
- le 142e R.I